# Faton Bislimi
Faton Bislimi (ur. 12 lutego 1983 w Gjilanie) – amerykański matematyk i informatyk, pisarz, nauczyciel, filantrop. Jest jedną z nielicznych osób narodowości albańskiej, które studiowały na Uniwersytecie Harvarda.

## Życiorys
Fatom Bislimi pochodzi z Kosowa, gdzie spędził całe dzieciństwo. W 2002 przeprowadził się do Stanów Zjednoczonych, gdzie studiował matematykę i informatykę na Texas Lutheran University, uzyskując licencjat z obu dziedzin. W 2005 rozpoczął studia magisterskie z rozwoju gospodarczego i administracji publicznej na Uniwersytecie Harvarda, które ukończył w 2007 z tytułem magistra. Odbył również studia doktorskie na kierunku politologii na Uniwersytecie Alberty oraz Uniwersytetu Dalhousie i z czasem zaczął pełnić funkcję profesora na jednej z kanadyjskich uczelni.
Z inicjatywy Bislimiego Texas Lutheran University uruchomił program stypendialny, którego celem jest umożliwienie kosowskim absolwentom szkół średnich studiowania na tym uniwersytecie.
W czerwcu 2005 wziął udział w zorganizowanej przez brytyjski Uniwersytet w Wolverhampton konferencji dotyczącej dylematów państw postkomunistycznych. Faton Bislimi jest jedynym wykładowcą tej uczelni nie posiadającym tytułu doktora.
Oprócz języka albańskiego, Bislimi deklaruje, że zna trzy języki bałkańskie, angielski i w umiarkowanym stopniu hiszpański.

### Działalność na rzecz młodzieży
Faton Bislimi jest założycielem i prezesem Międzynarodowego Stowarzyszenia Studentów Albańskich z siedzibą w Nowym Jorku; nawiązał wiele kontaktów z międzynarodowymi instytucjami i osobowościami.
Od 2001 przewodził delegacji kosowskiej młodzieży na międzynarodowych konferencjach młodzieżowych organizowanych przez ONZ.
Od listopada 2002 jest koordynatorem do spraw młodzieży i studentów w Albańsko-Amerykańskiej Lidze Obywatelskiej.
Latem 2004 Bislimi pełnił funkcję asystenta do spraw bałkańskich w Kongresie Stanów Zjednoczonych do spraw Stosunków Międzynarodowych w Waszyngtonie.
Był pierwszym Albańczykiem z Kosowa, któremu udało się wprowadzić reprezentację Kosowa na Światowym Szczycie Młodzieży (szczyt odbywał się w Brukseli w grudniu 2003, a Bislimi miał wtedy 20 lat). Uczestniczył również w następnym szczycie, który odbył się w Pradze w 2004.
W Kosowie Bislimi odnosi sukcesy jako filantrop; dzięki własnej fundacji non-profit Bislimi Group umożliwił wielu kosowskim uczniom studiowanie w USA i Kanadzie.

## Opublikowane książki
- Përmbledhje Detyrash nga Matematika për Klasët V-VIII (Prisztina, 1998)[1]
- Në Rrugëtim me Kosovën: Tatëpjetat dhe të Përpjetat (Houston, 2006)[1]
- Neëborn Kosova: Some Development and Public Policy Challenges (Houston/Prisztina, 2009)[1]
- Kosova: Shteti, Sfidat, dhe Mundësitë (Houston/Prisztina, 2012)[1]
- My Kosovo Experience: Perspectives on Europe’s Newest State (Houston/Edmonton, 2013)[1]

## Życie prywatne
Jest mężem Arbnore Dauti Bislimi oraz ojcem Fiony Bislimi (ur. 2008).